# MEMORIES -Kahara Covers-
『MEMORIES -Kahara Covers-』（メモリーズ カハラカバーズ）は、華原朋美の初のカバーアルバムである。2014年3月12日にユニバーサルJより発売。ライブDVD『DREAM 〜TOMOMI KAHARA CONCERT 2013〜』も同時発売された。

## 解説
キャリア初のカバーアルバム。90年代を“シンデレラ・ストーリー”で駆け抜けた彼女の青春時代に、リアルタイムに影響を与えたルーツともいえる楽曲たちをカバー。キャッチコピーは、「自身の“記憶=MEMORIES”をその歌声で綴る、復活第2章の幕開け」。
収録楽曲は2013年12月4日放送の『2013 FNS歌謡祭』（フジテレビ）で15年ぶりの共演を果たした小室哲哉の代表曲から「DEPARTURES」、「恋しさと せつなさと 心強さと」、原曲でコーラス参加している「BRAND NEW TOMORROW」の3曲がラインナップ。『FNS歌謡祭』で共演した際に、小室に「DEPARTURES」のカバーを直談判し、globeメンバーKEIKOとMARC PANTHERの了承も得て選曲に至った。
またかつてシンガーを目指していたころにオーディションで歌っていたという「M」や「PIECE OF MY WISH」、卒業シーズンを彩る「my graduation」、高校時代にみんなに自慢して歌っていたビブラートのお手本にしたという「千流の雫」など華原朋美ならではの選曲。選曲は思い入れの深い30曲から10曲を絞り込んだ。
オリコンチャートで週間10位に初登場し、シングル・アルバム通じて、2001年の「Never Say Never」以来となる13年ぶりのトップ10返り咲きを記録した（アルバムとしては1999年の『One Fine Day』以来）。
本作のヒットを受けて、7ヶ月後の同年10月1日には第2弾『MEMORIES 2 -Kahara All Time Covers-』を発売した。
また、デビュー20周年に合わせて、2015年2月11日に本作と、第2弾にボーナストラックを追加した2枚組リパッケージ・アルバム『MEMORIES -1&2 Special Limited Edition-』がリリースされた。同作では“1”のボーナストラックとして、「レット・イット・ゴー 〜ありのままで〜 [日本語歌]」を追加収録した。
売上枚数は3万1848枚。

## 収録曲

### Disc 1 / CD
- Produced by 武部聡志

|    | タイトル                     | 制作                                                         | 時間 | オリジナル                       |
| -- | ---------------------------- | ------------------------------------------------------------ | ---- | -------------------------------- |
| 1  | DEPARTURES                   | 作詞・作曲:小室哲哉 編曲:武部聡志                            | 5:43 | globe（1996年)                   |
| 2  | 恋しさと せつなさと 心強さと | 作詞・作曲:小室哲哉 編曲:根岸孝旨                            | 4:06 | 篠原涼子 With 小室哲哉（1994年） |
| 3  | M                            | 作詞:富田京子 作曲:奥居香 編曲:宗本康兵                      | 4:49 | プリンセス プリンセス（1988年）  |
| 4  | やさしさで溢れるように       | 作詞:小倉しんこう & 亀田誠治 作曲:小倉しんこう 編曲:本間昭光 | 5:32 | JUJU（2009年）                   |
| 5  | 千流の雫                     | 作詞:愛絵理 作曲:後藤次利 編曲:根岸孝旨                      | 4:36 | 工藤静香（1990年）               |
| 6  | my graduation                | 作詞・作曲:伊秩弘将 編曲:根岸孝旨                            | 4:54 | SPEED（1998年）                  |
| 7  | You're My Only Shinin' Star  | 作詞・作曲:角松敏生 編曲:遠山哲朗                            | 5:04 | 中山美穂（1986年）               |
| 8  | UNSPEAKABLE                  | 作詞:持田香織 作曲:菊池一仁 編曲:遠山哲朗                    | 4:24 | Every Little Thing（2002年）     |
| 9  | BRAND NEW TOMORROW           | 作詞・作曲:小室哲哉 編曲:宗本康兵                            | 4:45 | TRF（1995年）                    |
| 10 | PIECE OF MY WISH             | 作詞:岩里祐穂 作曲:上田知華 編曲:武部聡志                    | 5:24 | 今井美樹（1991年）               |

### Disc 2 / 初回限定盤DVD
- TOMOMI KAHARA INTERVIEW 2014 "MEMORIES"
復帰してからの心境、『MEMORIES』制作に至るまで、全曲本人解説など28分に渡るインタビューを収録

### 初回限定盤DVD
DREAM 〜TOMOMI KAHARA CONCERT 2013〜 バックステージ・フィルム@NHKホール

## その他の収録
| CD/DVD         | タイトル                | 発売日        | 収録曲                 |
| -------------- | ----------------------- | ------------- | ---------------------- |
| DVD/Blu-ray    | Kahara Clips 2013-2014  | 2014年12月3日 | やさしさで溢れるように |
| DVD/Blu-ray    | Kahara Clips 2013-2014  | 2014年12月3日 | my graduation          |
| ベストアルバム | ALL TIME SELECTION BEST | 2015年6月24日 | DEPARTURES             |
| ベストアルバム | ALL TIME SELECTION BEST | 2015年6月24日 | やさしさで溢れるように |